# Halicardia nipponensis
Halicardia nipponensis is een tweekleppigensoort uit de familie van de Verticordiidae. De wetenschappelijke naam van de soort is voor het eerst geldig gepubliceerd in 1957 door Okutani.